# Victor Campenaerts
Victor Campenaerts (Wilrijk, Antuérpia, 28 de outubro de 1991) é um ciclista profissional belga que atualmente corre para a equipa Team Qhubeka NextHash.

## Palmarés

### Estrada
- 2013
- Campeonato Europeu Contrarrelógio sub-23

- 2015
- Duo Normando (junto a Jelle Wallays)

- 2016
- Campeonato da Bélgica Contrarrelógio  
  - 2.º no Campeonato Europeu Contrarrelógio

- 2017
  - 1 etapa da Volta à Andaluzia
  - 2.º no Campeonato da Bélgica Contrarrelógio
- Campeonato Europeu Contrarrelógio  [1]

- 2018
- Campeonato da Bélgica Contrarrelógio
- Campeonato Europeu Contrarrelógio  
  - 3.º no Campeonato Mundial Contrarrelógio

- 2019
  - 1 etapa da Tirreno-Adriático
- Recorde da hora
  - 1 etapa da Volta à Bélgica

- 2020
  - 2.º no Campeonato da Bélgica Contrarrelógio 
  - 3.º no Campeonato Europeu Contrarrelógio

- 2021
  - 1 etapa do Giro d'Italia
  - 3.º no Campeonato da Bélgica Contrarrelógio

### Pista
- 2016
- Campeonato da Bélgica de pontuação

## Resultados em Grandes Voltas e Campeonatos do Mundo
| Corrida                | Corrida                | 2014 | 2015 | 2016  | 2017 | 2018  | 2019  | 2020 | 2021 |
| ---------------------- | ---------------------- | ---- | ---- | ----- | ---- | ----- | ----- | ---- | ---- |
|                        | Giro d'Italia          | —    | —    | —     | Ab.  | Ab.   | 111.º | 95.º | Ab.  |
|                        | Tour de France         | —    | —    | —     | —    | —     | —     | —    | Ab.  |
|                        | Volta a Espanha        | —    | —    | 143.º | —    | 102.º | —     | —    | —    |
| Mundial em Estrada     | Mundial em Estrada     | —    | —    | —     | —    | —     | —     | —    | —    |
| Mundial Contrarrelógio | Mundial Contrarrelógio | —    | —    | 26.º  | 16.º | 3.º   | 11.º  | 8.º  | —    |

—: não participa

Ab.: abandono

## Equipas
- Topsport Vlaanderen-Baloise (2014-2015)
- Team Lotto NL-Jumbo (2016-2017)
- Lotto Soudal (2018-2019)
- NTT/Qhubeka[2] (2020-)
  - NTT Pro Cycling (2020)
  - Team Qhubeka ASSOS (01.2021-06.2021)
  - Team Qhubeka NextHash (06.2021-)